# حياة السجن الحكيمة
حياة السجن الحكيمة (بالكورية: 슬기로운 감빵생활): هو مسلسل كوري جنوبي من بطولة بارك هاي -سو تم عرضه على قناة تي في إن من 22 نوفمبر 2017 حتى 18 يناير 2018.

## ورابط خارجية
حياة السجن الحكيمة على موقع IMDb (الإنجليزية)
- حياة السجن الحكيمة على موقع نتفليكس (الإنجليزية)
- حياة السجن الحكيمة على موقع كينوبويسك (الروسية)
- حياة السجن الحكيمة على موقع قاعدة بيانات الفيلم (الإنجليزية)